# Amorgos
Amorgos (griechisch Αμοργός [amɔrˈɣɔs] (f. sg.)) ist eine griechische Kykladen-Insel in der Ägäis. Zusammen mit einigen unbewohnten kleinen Inseln bildet sie eine Gemeinde (δήμος, dímos) in der Region Südliche Ägäis. Im Jahr 2011 hatte die Insel 1973 Einwohner. Verwaltungssitz ist der gleichnamige Hauptort Amorgos, oft auch Chora genannt.

## Geographie
Amorgos ist die östlichste Insel der Kykladen; sie liegt etwa 30 Kilometer südöstlich von Naxos und 33 Kilometer östlich von Ios. Im Meeresgebiet zwischen Naxos und Amorgos liegen die Kleinen Kykladen. Als östlichste Kykladeninsel ist Amorgos eine Brücke zum Dodekanes. Kinaros liegt 19 Kilometer östlich, Astypalea etwa 41 Kilometer südöstlich.
Die Fläche der siebtgrößten Kykladeninsel beträgt 121,464 Quadratkilometer. Von Westsüdwest bis Ostnordost ist die Insel auf der Längsachse etwa 33 Kilometer lang, die Breite variiert zwischen 1,9 und 6,5 Kilometern. Auf der gesamten Länge ist die Insel von einer Gebirgskette durchzogen, die entlang der Südostküste steil ins Meer abfällt. Im Nordosten liegt ein schwer zugängliches Felsengebirge, dort erreicht die Insel mit dem Krikellos (Κρίκελλος), seltener auch Kroukelos (Κρούκελος) genannt, die maximale Höhe von 823 Metern. In der Mitte steigt der Profitis Ilias (Προφήτης Ιλίας) auf 698 Meter und im Süden der Korakas (Κόρακας) auch Vouno tou Choriou (Βόυνο του Χωριού) auf 530 Meter an.
Im Gegensatz zur steilen und felsigen Südostküste ist der Inselwesten von mehreren kleinen Schluchten in Buchten mit Sandstränden gegliedert. Lediglich in der Küstenebene von Egiali sowie im Gebiet von Xylokeratidi und Katapola gibt es alluviale Täler; dort ist der Anbau von Feldfrüchten und Olivenbaumkulturen möglich. Im Südwesten ist die Hochebene im Hinterland von Kolofana und Kalotaritissa traditionelles Anbaugebiet für Getreide und Viehfutter.
Amorgos ist eine wasserarme Insel. Kleine Quellen sind nur an Stellen, an denen Schiefer vorherrscht, anzutreffen. Normalerweise führen diese während der sommerlichen Trockenperiode kein Wasser. Die beiden bedeutendsten Quellen der Insel liegen in der Nähe von Chora und bei Katapola. Ruinen alter Wassermühlen in ihrer Nähe lassen auf größere Wassermengen in früheren Zeiten schließen. Die Wasserläufe der Insel führen nur periodisch Wasser. Nach den winterlichen Niederschlägen trocknen die Sturzbäche während des Sommers aus. Die größten sind der Araklos im Inselnorden und der Kato Fylladi bei Chora, der als Fonia (Φονιά) in der Bucht von Katapola mündet.
Der Nordwestküste sind mehrere unbewohnte Inseln vorgelagert, deren Gesamtfläche weniger als 5 km² beträgt. Die größte ist Nikouria (Νικουριά) in etwa 250 Meter Entfernung; die höchste Erhebung hat eine Höhe von 346 Metern. Weitere Inseln sind Gramvousa, Grambonisi, Petalidi und Psalida. In größerer Entfernung liegen Andikeros und Drima; sie werden den Kleinen Kykladen zugerechnet.
Die Insel ist kaum bewaldet. Auf Amorgos wachsen in großen Mengen Wildkräuter wie der Griechische Oregano.

## Verwaltungsgliederung
| Ortsgemeinschaft (Τοπική Κοινότητα) | griechischer Name                    | Code     | Fläche (km²) | Einwohner 2001 | Einwohner 2011 | Dörfer und Inseln                                                                                      |
| ----------------------------------- | ------------------------------------ | -------- | ------------ | -------------- | -------------- | --- |
| Amorgos                             | Τοπική Κοινότητα Αμοργού             | 67010001 | 38,287       | 414            | 409            | Chora, Grambonisi, Kastelopetra, Nikouria                                                              |
| Egiali                              | Τοπική Κοινότητα Αιγιάλης            | 67010002 | 31,433       | 487            | 514            | Langada, Agios Pavlos, Ormos Egialis, Potamos                                                          |
| Arkesini                            | Τοπική Κοινότητα Αρκεσίνης           | 67010003 | 22,426       | 218            | 179            | Arkesini, Gramvousa, Kalotaritissa, Kalofana, Mavri Myti, Rachoula, Felouka, Psalida                   |
| Vroutsis                            | Τοπική Κοινότητα Βρούτση             | 67010004 | 11,090       | 082            | 087            | Vroutsis, Kamari                                                                                       |
| Tholaria                            | Τοπική Κοινότητα Θολαρίων            | 67010005 | 14,376       | 173            | 189            | Tholaria, Paralia Tholarion                                                                            |
| Katapola                            | Τοπική Κοινότητα Καταπόλων (Αμοργού) | 67010006 | 11,353       | 485            | 595            | Katapola, Ano Andikeri, Kato Andikeri, Lefkes, Nera, Xylokeratidi, Pera Rachidi, Rachidi, Christoulaki |
| Gesamt                              | Gesamt                               | 6701     | 128,965      | 1859           | 1973           | |

## Geschichte
Bereits in prähistorischer Zeit relativ dicht besiedelt, war die Insel wohl schon im 3. Jahrtausend v. Chr. ein wichtiger Handelsstützpunkt; Grabfunde mit frühkykladischen Marmoridolen belegen ihre Bedeutung.
Um 1000 v. Chr. ließen sich ionische Siedler auf Amorgos nieder, im 7. Jahrhundert v. Chr. Samier unter Führung des Dichters Semonides. Im 5. Jahrhundert v. Chr. traten die drei Poleis von Amorgos – Reste der antiken Städte Minoa, Arkesine und Aigiale sind erhalten – unter Wahrung der politischen Einheit als „Amorgier“ dem Attischen Seebund bei. In der Seeschlacht bei Amorgos unterlag 322 die athenische Flotte den Makedonen, was zum Ende der Seemacht Athens führte. Während der Diadochenkriege ging auch die politische Einheit verloren, bis es um 200 v. Chr. unter dem Protektorat von Rhodos erneut zum Zusammenschluss der Inselgemeinden kam. Befestigungsanlagen, darunter eine Reihe über die Insel verteilter Wachtürme aus hellenistischer und römischer Zeit, belegen, dass Amorgos mit seinem Hafen Katapola eine wichtige Handelsstation blieb. Auf Amorgos wurde die fast durchsichtige amorgische Leinwand gefertigt, die im 4. und 5. Jahrhundert v. Chr. als „amorgische Gewänder“ bekannt und geschätzt war. In der römischen Kaiserzeit war Amorgos auch Verbannungsort vornehmer Römer. In spätantiker Zeit wurde Chora in geschützter Höhenlage über der Ostküste der Hauptort der Insel. Dort wurden wie in Katapola und bei Arkesini frühbyzantinische Kirchenbauten nachgewiesen.

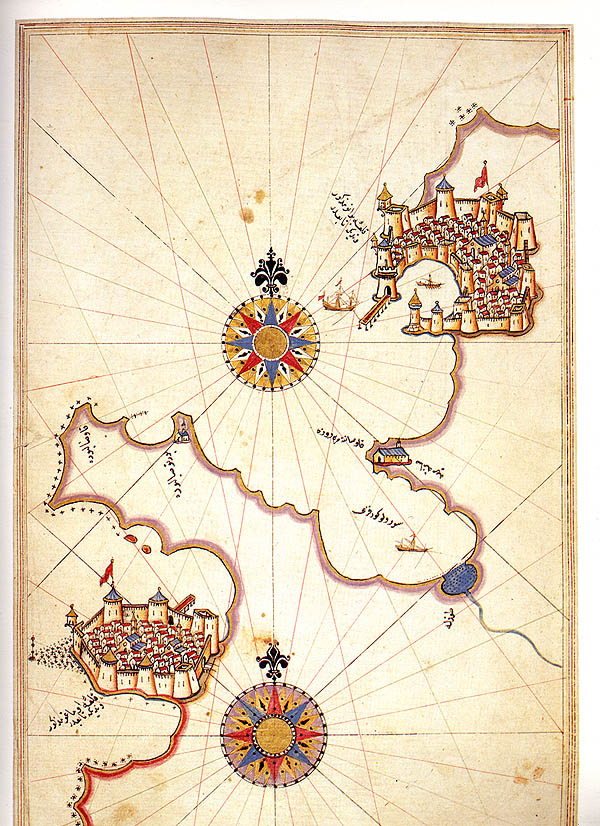
Zwei Siedlungen auf der Insel – Karte des Piri Reis

Nach dem Vierten Kreuzzug fiel die Insel 1207 zunächst dem Herzogtum Naxos zu, wurde jedoch von der byzantinischen Flotte zurückerobert und von Kaiser Johannes III. Dukas Batatzes dem mit ihm befreundeten Geremia Ghisi überlassen. Dieser besiedelte die verödete Insel neu und befestigte den über die Chora aufragenden Felsen „Kastro“ zum Schutz gegen Piraten. 1269 wieder von Byzanz eingenommen, wurde Amorgos 1303 im Frieden zwischen Venedig und Kaiser Andronikus II. Palaiologos den Ghisi als Besitz garantiert. Schon 1309 bemächtigte sich jedoch Herzog Guglielmo I. von Naxos der Insel und übergab sie je zur Hälfte den Schiavi von Ios und den Grimani, denen bereits ein Teil Astypaleas gehörte. Piratenüberfälle vertrieben viele Bewohner, die daraufhin in das venezianische Kreta übersiedelten.
Mit der Eroberung durch Chaireddin Barbarossa begann die osmanische Herrschaft auf der Insel (1537–1830). Während des russisch-türkischen Kriegs war Amorgos von der russischen Flotte besetzt. In den griechischen Befreiungskriegen fanden Flüchtlinge von der Insel Kassos Aufnahme in Amorgos.
Am 9. Juli 1956 ereignete sich in der Ägäis südlich von Amorgos ein Seebeben der Stärke 7,8 auf der Richterskala. Die daraus entstandene Flutwelle war auf Amorgos an der Südküste bei Mouros etwa 20 m hoch. Manche Internetquellen behaupten, es habe 53 Tote auf Amorgos gegeben und zahlreiche Häuser seien zerstört worden. Da die Südküste von Amorgos aber steil und völlig unbewohnt ist und der Tsunami an der Nordküste nur eine maximale Höhe von 2 Metern erreichte, kann man diese Zahlen bezweifeln. Gemeint ist vermutlich die Gesamtzahl der Toten in der Ägäis.

## Sehenswürdigkeiten

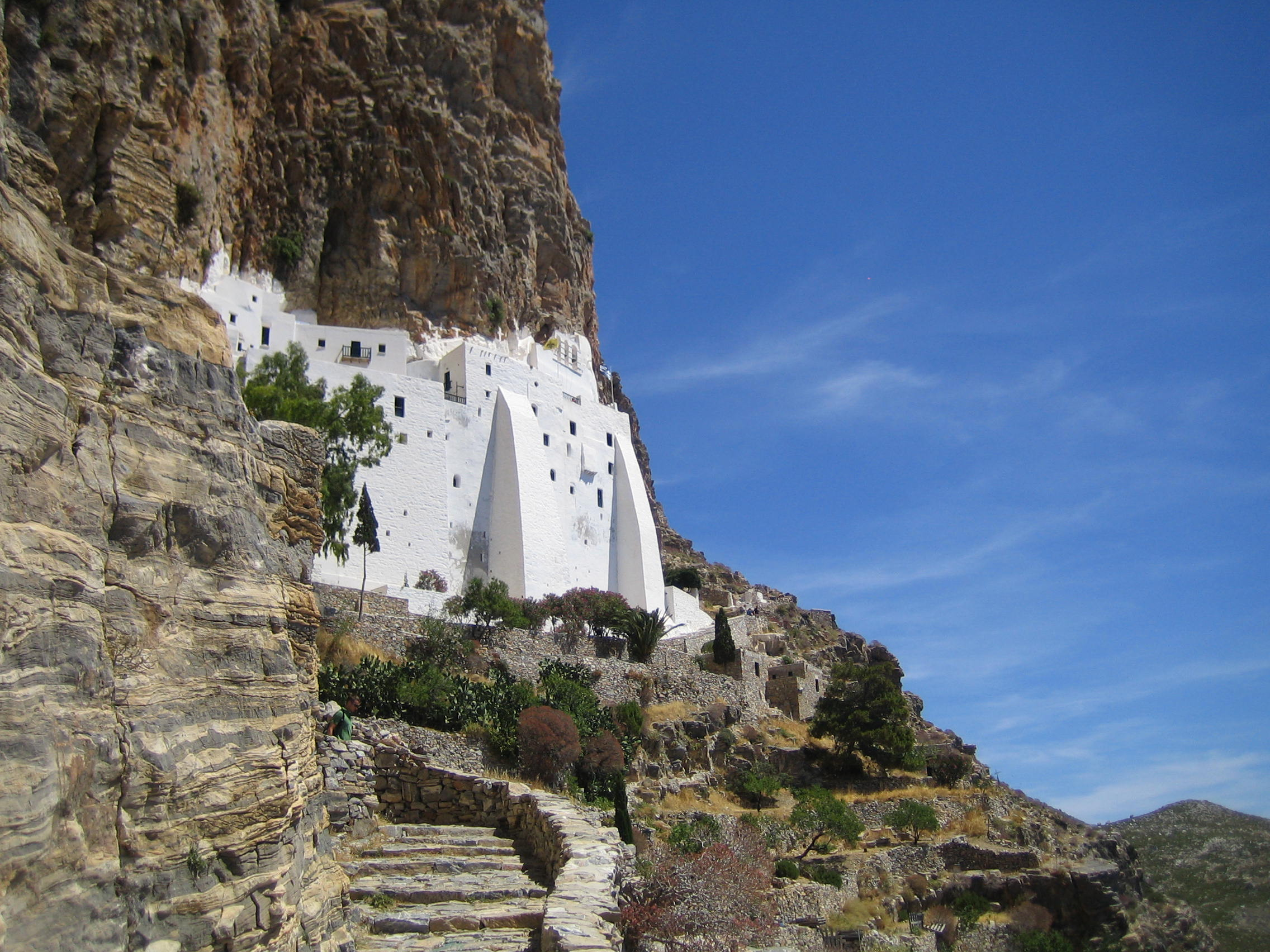
Kloster Panagia Chozoviotissa

Die wichtigste Sehenswürdigkeit von Amorgos ist das Felsenkloster Panagia Chozoviotissa (griechisch Παναγία Χοζοβιώτισσα) am Steilabfall des Profitis-Ilias-Gipfels, 300 m über dem Meer; es gilt als eines der architektonisch interessantesten Klöster der Ägäis und wird häufig mit den Meteora-Klöstern verglichen.
Das Kloster soll Anfang des 9. Jahrhunderts durch Mönche aus Palästina gegründet worden sein. Die Legende stellt einen Zusammenhang mit dem byzantinischen Bilderstreit her: Eine fromme Frau aus Chosovo in Palästina soll eine Ikone ins Meer geworfen haben, um sie vor der Zerstörung zu retten. In der Bucht von Agia Anna auf Amorgos sei die Muttergottesikone – nach ihrem Herkunftsort Panagia Chozoviotissa genannt – an Land gespült worden. Das an dem Felsabhang über der Bucht erbaute Kloster wurde von Piraten zerstört und im 11. Jahrhundert von Kaiser Alexios I. Komnenos neu gestiftet und wieder aufgebaut; als Jahr der Neugründung wird 1088 angegeben.
Das Kloster bewahrt noch heute Pergament-Handschriften des 11. bis 13. Jahrhunderts. Noch bis ins 19. Jahrhundert war Chozoviotissa eines der reichsten Klöster in Griechenland; der griechische Staat enteignete jedoch 1952 die Ländereien und übergab sie den Gemeinden.
In den 1990er Jahren erlangte das Kloster cineastische Berühmtheit durch den Film Im Rausch der Tiefe von Luc Besson, der zu großen Teilen auf Amorgos gedreht wurde.
Von 1966 bis 1977 baute Iannis Xenakis ein Ferienhaus für Tochter und Schwiegersohn auf der Insel, die Villa Mâche, benannt nach François-Bernard Mâche. Das organische Gebäude gehört zu den wenigen Realisierungen des als Komponist berühmt gewordenen Architekten und stellt eine besondere Interpretation der kykladischen Architektur dar.

## Trivia
- Die französische Komödie „Les Cyclades“[7] (2022, Regie Marc Fitoussi), deutsch „Reif für die Insel“, spielt zum Großteil auf Amorgos.